# 宋壽郡
宋壽郡，南朝劉宋設置的郡。
《宋書·州郡志》、《南齊書·州郡志》記載，宋時置宋壽郡，初屬廣州，後移屬越州，齊建元二年（480年），移屬廣州。治所及領縣均不明。梁、陳時改屬安州，治宋壽縣（今广西壮族自治区欽州市東北30里，欽江西北岸）。隋朝開皇九年（589）平陳，廢宋壽郡留宋壽縣，開皇十八年（598年）改宋壽縣為欽江縣。